# Берегове (Новосибірська область)
Берегове (рос. Береговое) — село у Новосибірському районі Новосибірської області Російської Федерації.
Входить до складу муніципального утворення Боровська сільрада. Населення становить 438 осіб (2010).

## Історія
Згідно із законом від 2 червня 2004 року органом місцевого самоврядування є Боровська сільрада.

## Населення
| 2002 | 2007 | 2010 |
| ---- | ---- | ---- |
| 539  | ↗564 | ↘438 |

## Відомі люди
- Пугачова Катерина Макарівна — Герой Соціалістичної Праці.